# Christiane Möbus

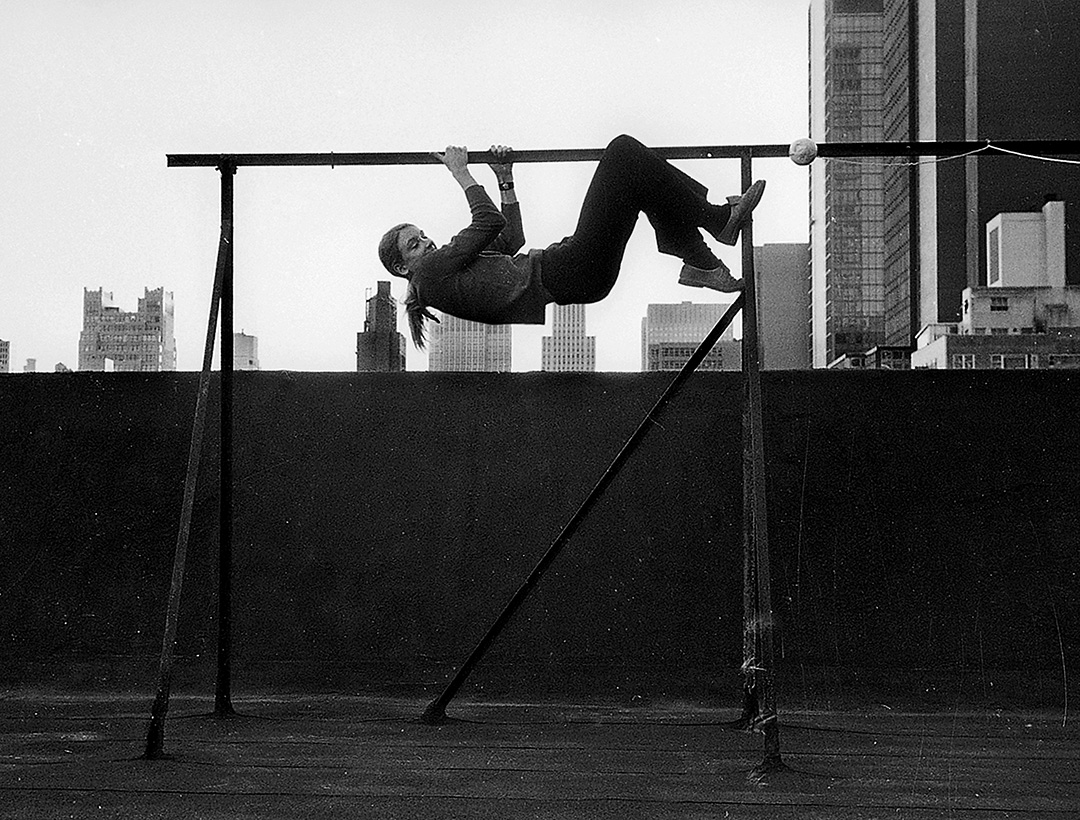
Christiane Möbus mit Selbstauslöser in New York City, 1970

Christiane Möbus (* 11. April 1947 in Celle) ist eine deutsche Bildhauerin, Objektkünstlerin und Hochschullehrerin.

## Leben
Möbus studierte von 1966 bis 1970 an der Staatlichen Hochschule für Bildende Künste Braunschweig, unter anderem bei Emil Cimiotti. Danach ging sie als DAAD-Stipendiatin für zwei Jahre nach New York City. Nach ihrer Ausbildung unterrichtete sie zunächst an einem Gymnasium, ehe sie 1981 eine Gastprofessur an der Hochschule für bildende Künste Hamburg erhielt. 1982 wurde sie als Professorin an die Hochschule für Bildende Künste Braunschweig berufen. Von 1990 bis 2014 lehrte sie an der Universität der Künste Berlin, 1990 hatte sie ebenfalls eine Gastprofessur an der Kunsthochschule Valand der Universität Göteborg inne.
Im Laufe ihres Wirkens als Konzeptkünstlerin hat sie mehrere Stipendien erhalten und ist mit zahlreichen Preisen ausgezeichnet worden. Zu ihrem 75. Geburtstag im Jahr 2022 fand eine Doppelschau mit ihren Arbeiten seit den frühen 1970er-Jahren im Sprengel Museum Hannover und im Kunstverein Hannover mit dem Titel seitwärts über den Nordpol statt. Der dazu erschienene Ausstellungskatalog dokumentierte auch Teile von Möbus' Lebenswerk.

## Leerer Denkmal-Sockel in Göttingen

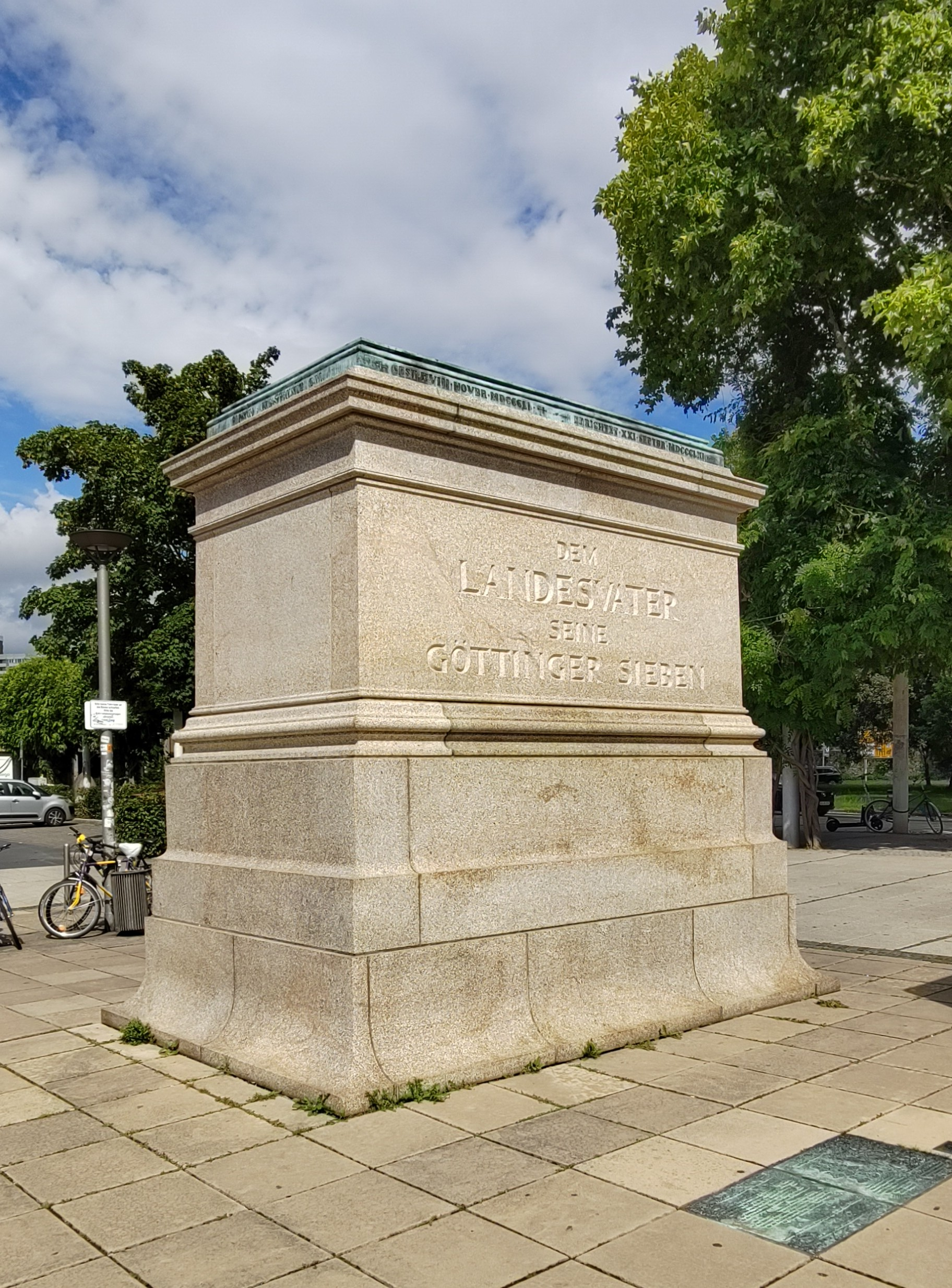
Plastik „Dem Landesvater seine Göttinger Sieben“ in Göttingen, 2025

→Hauptartikel: Dem Landesvater seine Göttinger Sieben
Als ironische Anspielung auf den Spruch „Dem Landesvater sein treues Volk“ am Sockel des Ernst-August-Denkmals in Hannover ließ die Künstlerin in Göttingen 2015 das Werk Dem Landesvater seine Göttinger Sieben aufstellen. Dabei handelt es sich um einen in Form und Größe identischen Sockel, jedoch „ohne Ross und Reiter“, der – ähnlich wie in Hannover – vor dem Bahnhof Göttingen aufgestellt wurde. Dass der leere Sockel einerseits die Inschrift „Dem Landesvater seine Göttinger Sieben“ trägt, andererseits neben den Namen der sieben teilweise des Landes verwiesenen Göttinger Professoren jedoch auch denjenigen der Künstlerin selbst (in gleicher Schrift und Schriftgröße), stieß auf harsche Kritik und wurde als Selbstinszenierung wahrgenommen.

## Öffentliche Sammlungen (Auswahl)
- Sprengel Museum Hannover
- Neues Museum – Staatliches Museum für Kunst und Design in Nürnberg
- Museum Wiesbaden
- Kunstsammlung Deutscher Bundestag, Berlin
- Lehmbruck Museum, Duisburg
- Staatsgalerie Stuttgart
- Museum Moderner Kunst Stiftung Ludwig (mumok), Wien
- Deutsche Bundesbank – Kunstsammlung, Frankfurt am Main
- Galerie Neuer Meister – Albertinum, Staatliche Kunstsammlung, Dresden
- Kunsthalle Bielefeld, Bielefeld
- Kunsthalle Bremen, Bremen,
- Kunsthalle Mannheim, Mannheim
- Städtische Museum, Heilbronn

## Ausstellungen (Auswahl)
Einzelausstellungen

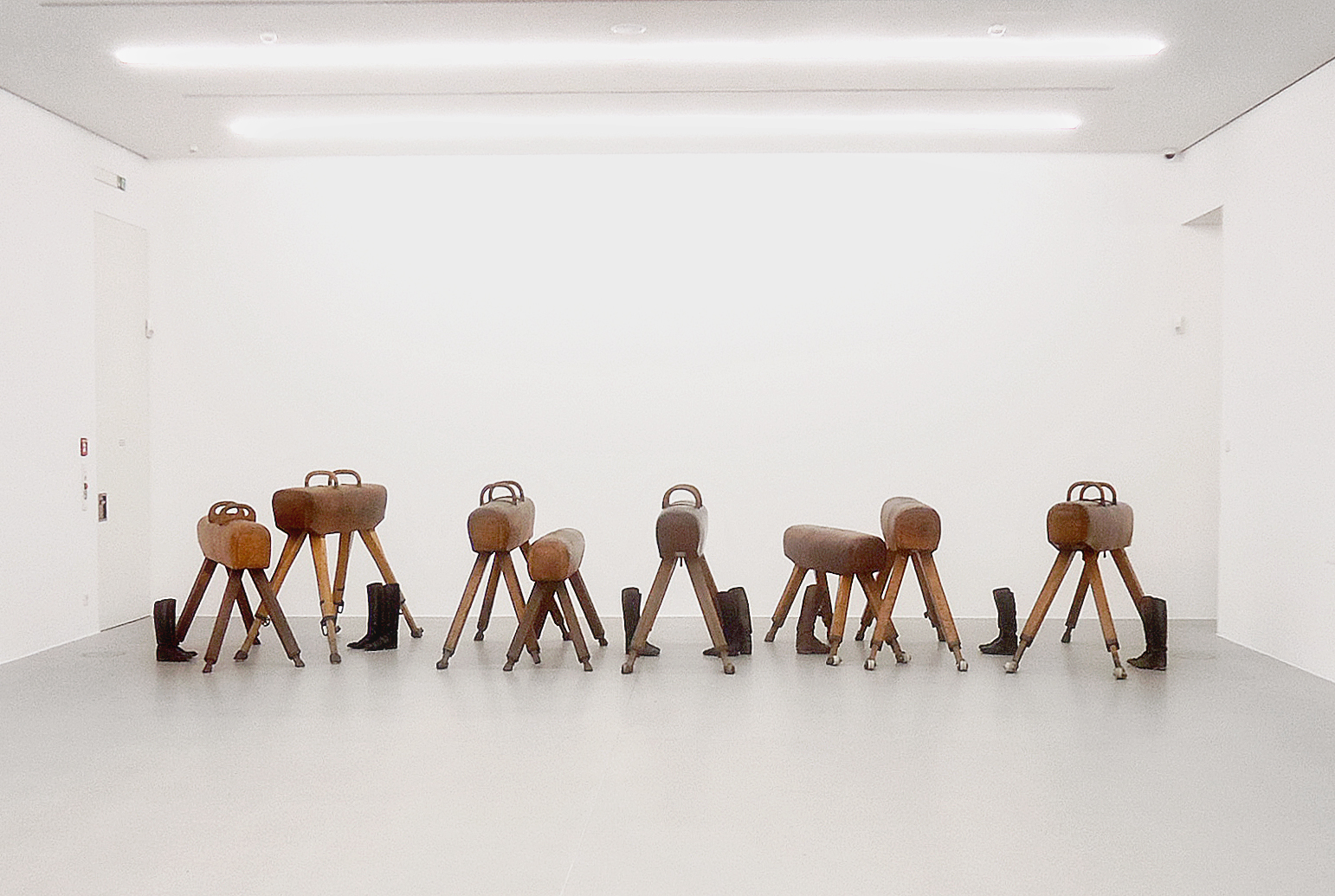
Christiane Möbus bei den sieben Zwergen 1983, Kunsthalle Vogelmann, Heilbronn, 2015

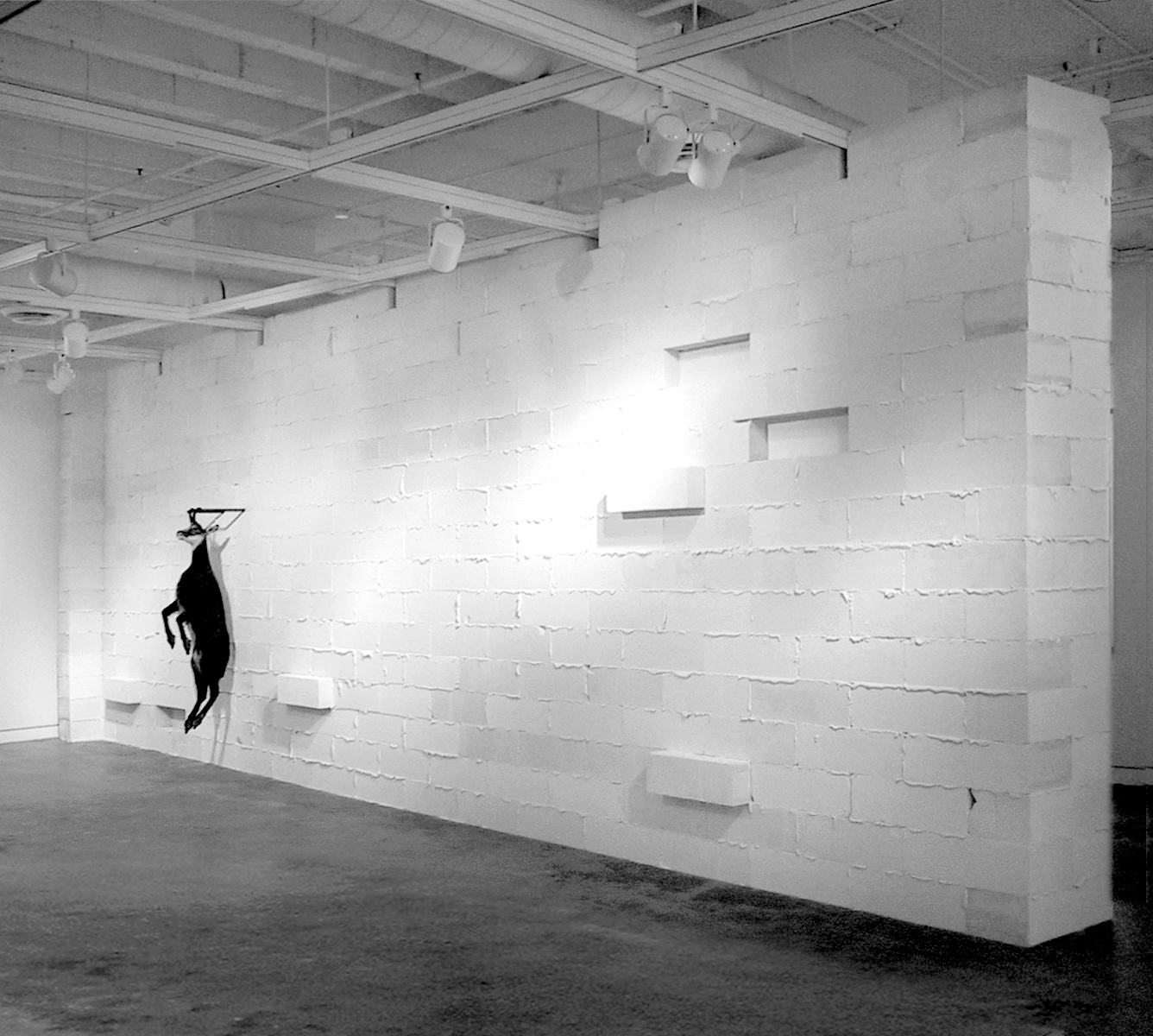
Christiane Möbus Moving Mountains 1991, Atlanta College of Arts Gallery, 2001

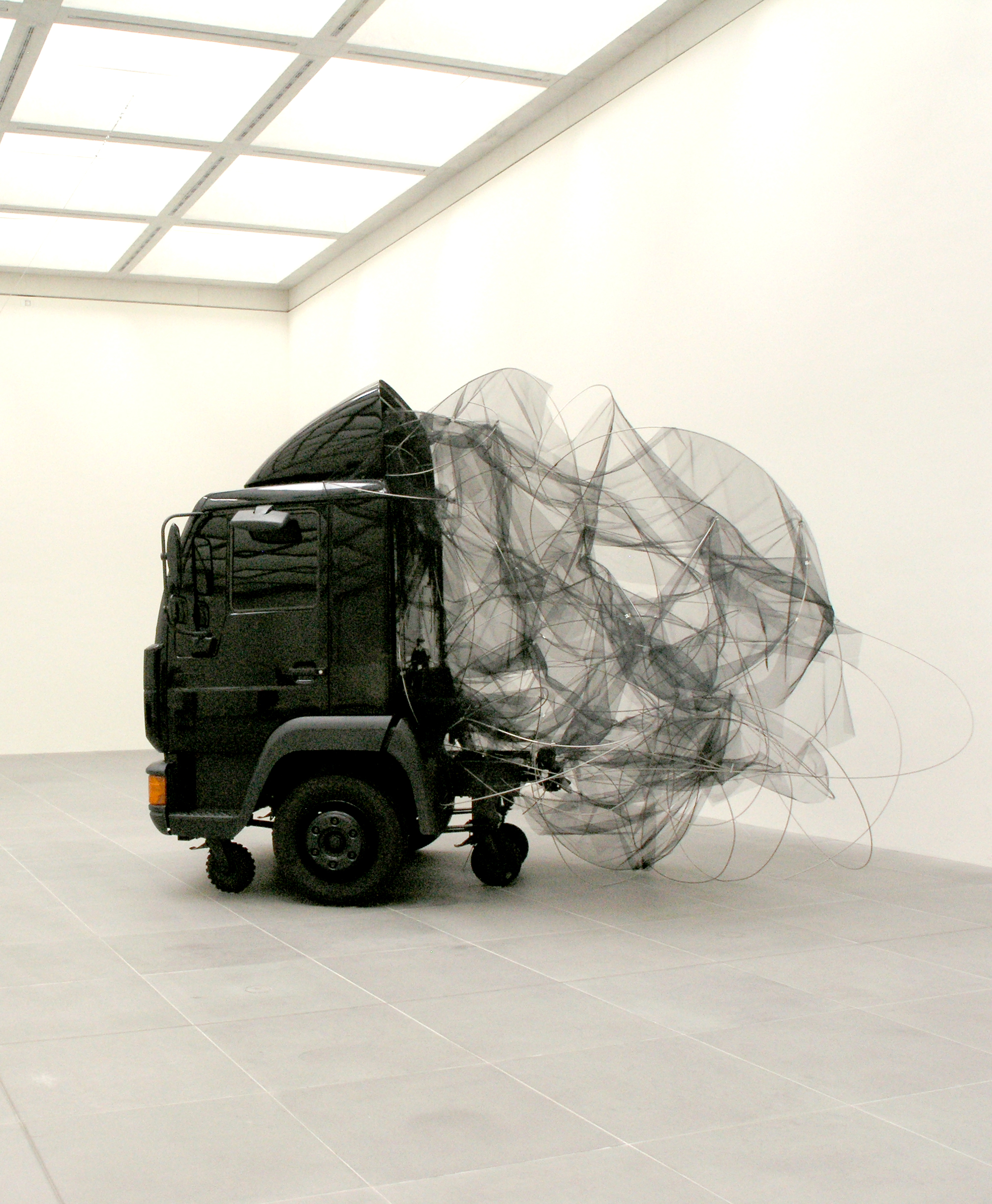
Christiane Möbus Schneewittchen, Neues Museum Nürnberg, 2007

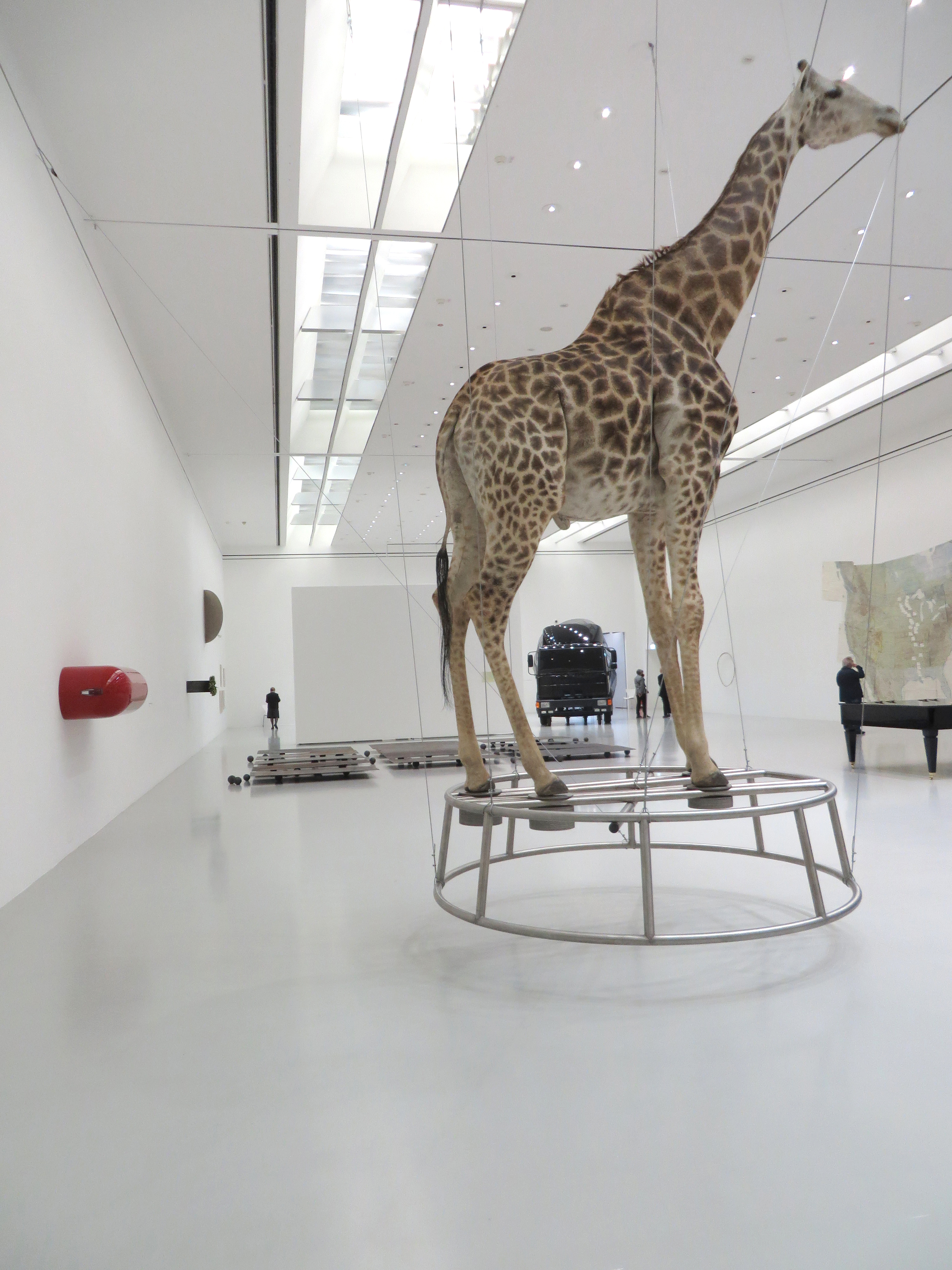
Küsse vom König von 2007 im Sprengel Museum Hannover, 2022

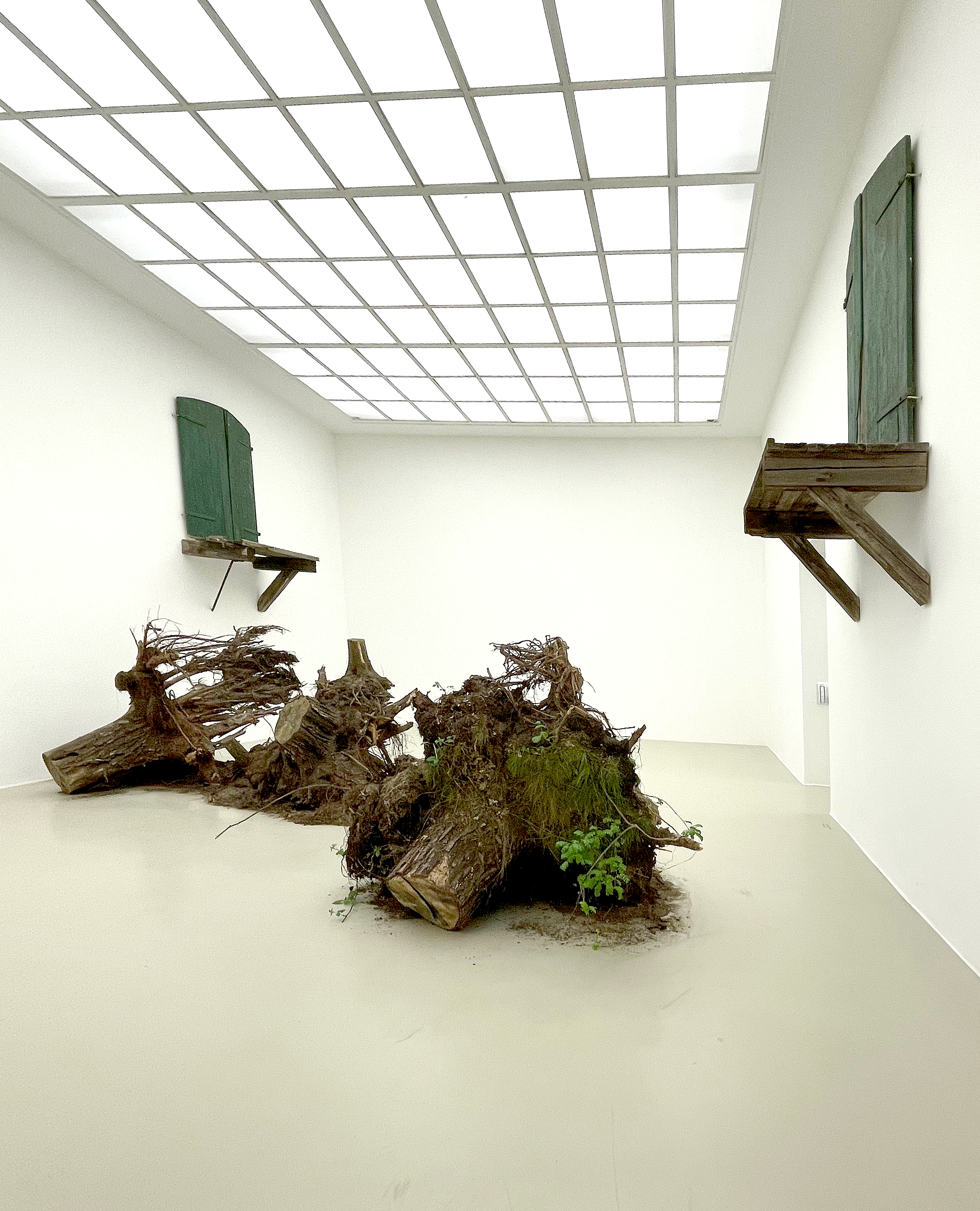
Christiane Möbus Hurrikan Harvey, Kunstverein Hannover, 2022

- 1971: Christiane Möbus, Paula Modersohn-Becker-Haus, Bremen
- 1976: laute und leise Stücke, Galerie + Werkstatt, Wolfenbüttel
- 1979: Christiane Möbus: Skulpturen, Mathildenhöhe Darmstadt (Kat.)
- 1979: Christiane Möbus, Galerie Falazik, Neuenkirchen
- 1980: Plastiken, Wilhelm Lehmbruck Museum Duisburg (Kat)
- 1980: Christiane Möbus, Galeria Schema, Florenz
- 1981: Plastiken, Kunsthalle Wilhelmshafen
- 1982: Plastiken, Kunstverein Freiburg
- 1983: Neue Galerie – Sammlung Ludwig/Suermondt Ludwig Museum Aachen (Kat)
- 1984: Christiane Möbus: Neue Arbeiten, Galerie Rupert Walser, München (Kat.)
- 1986: Provinciaal Museum, Hasselt, Belgien
- 1989: Museum Moderner Kunst, Palais Liechtenstein, Wien
- 1991, 1997, 2003, 2007, 2020, 2021: Galerie Rupert Walser, München[4]
- 1991: Berge versetzen, Kunstforum der Städt. Galerie im Lenbachhaus, München
- 1994: Auf dem Rücken der Tiere, Kunstverein Braunschweig
- 1996: Berlinische Galerie, Martin-Gropius-Bau, Berlin
- 1997: Fredericus Rex, The Corcoran Gallery of Art, Washington
- 1998: tödlich, Kunst auf der Zugspitze
- 2005: Wanderdünen, Kunsthalle Bremen
- 2007: Auswanderer, Neues Museum – Staatliches Museum für Kunst und Design in Nürnberg
- 2008: Neuer Berliner Kunstverein
- 2012: Kunstmuseum Kloster Unser Lieben Frauen, Magdeburg
- 2015: rette sich wer kann, Kunsthalle Vogelmann, Heilbronn
- 2022: seitwärts über den Nordpol, Kunstverein Hannover und Sprengel Museum Hannover
- 2023: Christiane Möbus. Wildwechsel, Schloss Neuhardenberg

Gruppenausstellungen
- 1969: Junge Stadt sieht junge Kunst, Städtische Galerie Wolfsburg
- 1972: unmanly art, Suffolk Museum, Long Island, New York
- 1973: c.7,500, CAL, California Institute of Arts, Valencia, California
- 1980: XI. Biennale des Jeunes, Paris
- 1985 Biennale 18 Middelheim, Antwerpen
- 1988: De Facto, Charlottenborg Kopenhagen
- 1989: Reclining Red, Goethe-Institut, London
- 1997: Die Schwerkraft der Berge 1774–1997, Kunsthaus Aarau, Kunsthalle Krems
- 2000: Kunstverein Bad Salzdetfurth e. V., Bodenburg; Museum Wiesbaden
- 2001 Parallels, Atlanta College of Arts Gallery, Atlanta
- 2002: Staatliches Museum für Kunst und Design in Nürnberg; Pfalzgalerie Kaiserslautern; Museum Folkwang, Essen; Staatliche Kunsthalle Baden-Baden
- 2003: Kunstverein Hannover; Kunstverein Grafschaft Bentheim, Neuenhaus; NRW-Forum Kultur und Wirtschaft, Düsseldorf
- 2005: Von der Heydt-Museum, Wuppertal
- 2006: Wilhelm Lehmbruck Museum, Duisburg
- 2007: Kunstmuseum Kloster Unser Lieben Frauen Magdeburg
- 2011: ... aus einem Lager, Christiane Möbus und Timm Ulrichs, Museum DKM, Duisburg
- 2013/14: Weltreise – Kunst aus Deutschland unterwegs, zkm Karlsruhe
- 2014/15: Arche Noah – Über Tier und Mensch in der Kunst, Museum am Ostwall, Dortmund
- 2016: Wahlverwandtschaften, Latvian National Museum of Art, Riga
- 2018: Bildhauerinnen. Von Kollwitz bis Genzken, Kunsthalle Vogelmann – Städtische Museum Heilbronn / Museum Böttcherstraße, Bremen

## Preise (Auswahl)
- 1978: Preisträgerin Villa-Romana-Preis
- 1977: Karl-Schmidt-Rottluff-Stipendium
- 1980: Bernhard-Sprengel-Preis für Bildende Kunst, Hannover
- 1981: Förderpreis des Kulturkreises der Deutschen Wirtschaft im BDI
- 1986: Förderungspreis des Kunstpreises Berlin
- 1993: Niedersachsenpreis in der Kategorie Kultur
- 2010: Gabriele Münter Preis, Berlin[5]
- 2018: Hannah-Höch-Preis, Berlin
- 2023: Großes Verdienstkreuz des Niedersächsischen Verdienstordens[6]